# Frierfjorden

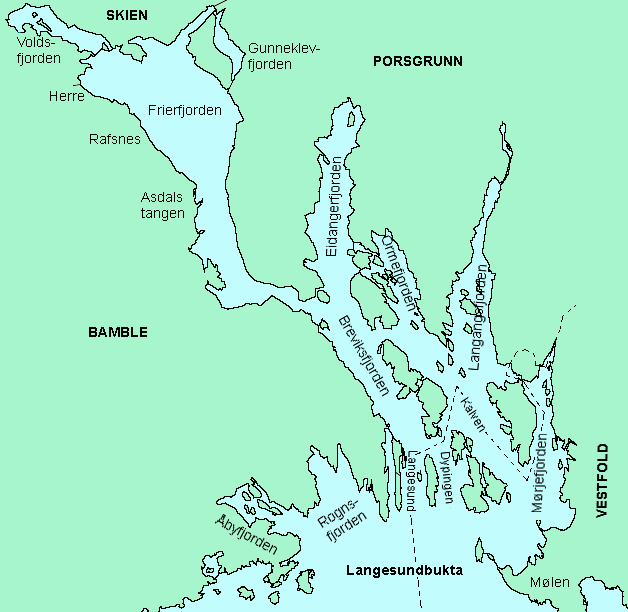
Karta över Frierfjorden och omgivande fjordar.

Frierfjorden är en fjord som sträcker sig mellan städerna Brevik och Porsgrunn i Telemark fylke i södra Norge. Frierfjorden är cirka 14 kilometer lång, cirka tre kilometer bred på det bredaste stället och intill 93 meter djup. Fjorden står i förbindelse med  Langesundsfjorden utanför genom det 300 meter breda och grunda sundet Strømmen vid Brevik. Breviksbron har avlösts av den nya Grenlandsbron som från 1996 för E18 över Frierfjorden. I Frierfjorden mynnar Skiensvassdraget. Fjorden har omfattande fartygstrafik, speciellt till Norsk Hydros fabriker på Herøya vid Porsgrunn.
Namnet Frierfjorden kommer av det norröna Friðir som antagligen betyder den vackra.